# معدل الضريبة
في النظام الضريبي والاقتصادي، يصف المعدل الضريبي نسبة العبء الضريبي (يعبر عنه كنسبة مئوية) الذي يفرض على عمل أو شخص. هناك العديد من الأساليب المستخدمة لتقييم معدل الضريبة، منها: القانوني، والمتوسط، والهامشي، والفعال.

## القانوني
معدل الضريبة القانوني هو المعدل المفروضة قانونًا. لضريبة الدخل أسعار قانونية متعددة تختلف تبعًا لمستويات الدخل المختلفة.

## المتوسط
متوسط معدل الضريبة على هي نسبة المبلغ الخاضع للضرائب (الدخل الخاضع للضريبة أو الإنفاق) والوعاء الضريبي (المفروض على هذا الدخل).
لحساب متوسط معدل الضريبة على ضريبة الدخل:
- لتكن {\displaystyle a} متوسط المعدل الضريبي.
- لتكن {\displaystyle t} الدخل الخاضع للضريبة.
- لتكن {\displaystyle i_{t}} الوعاء الضريبي لهذا الدخل.

{\displaystyle a={\frac {t}{i_{t}}}}